# Holubice (Ptení)

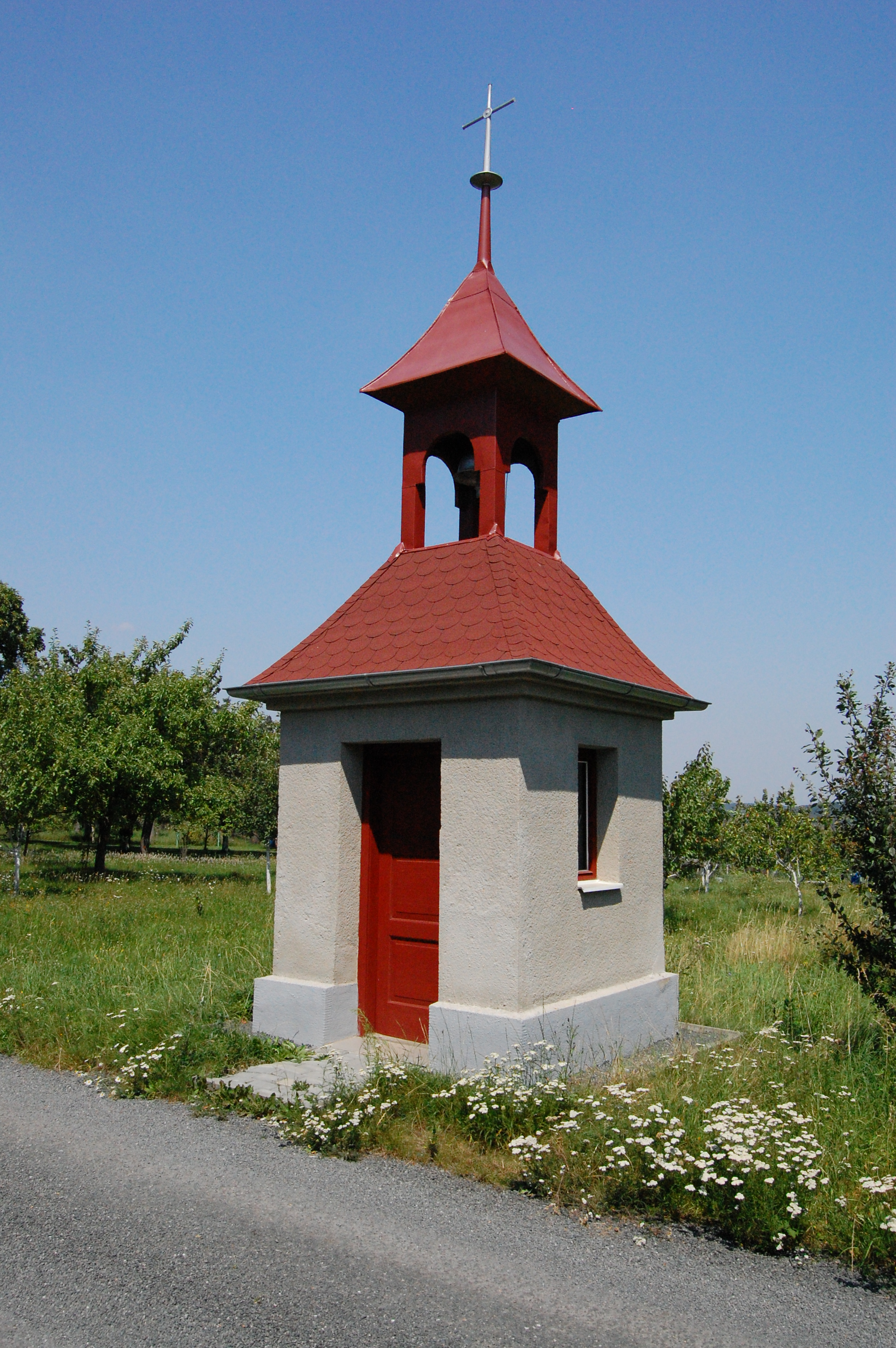
Kapelle

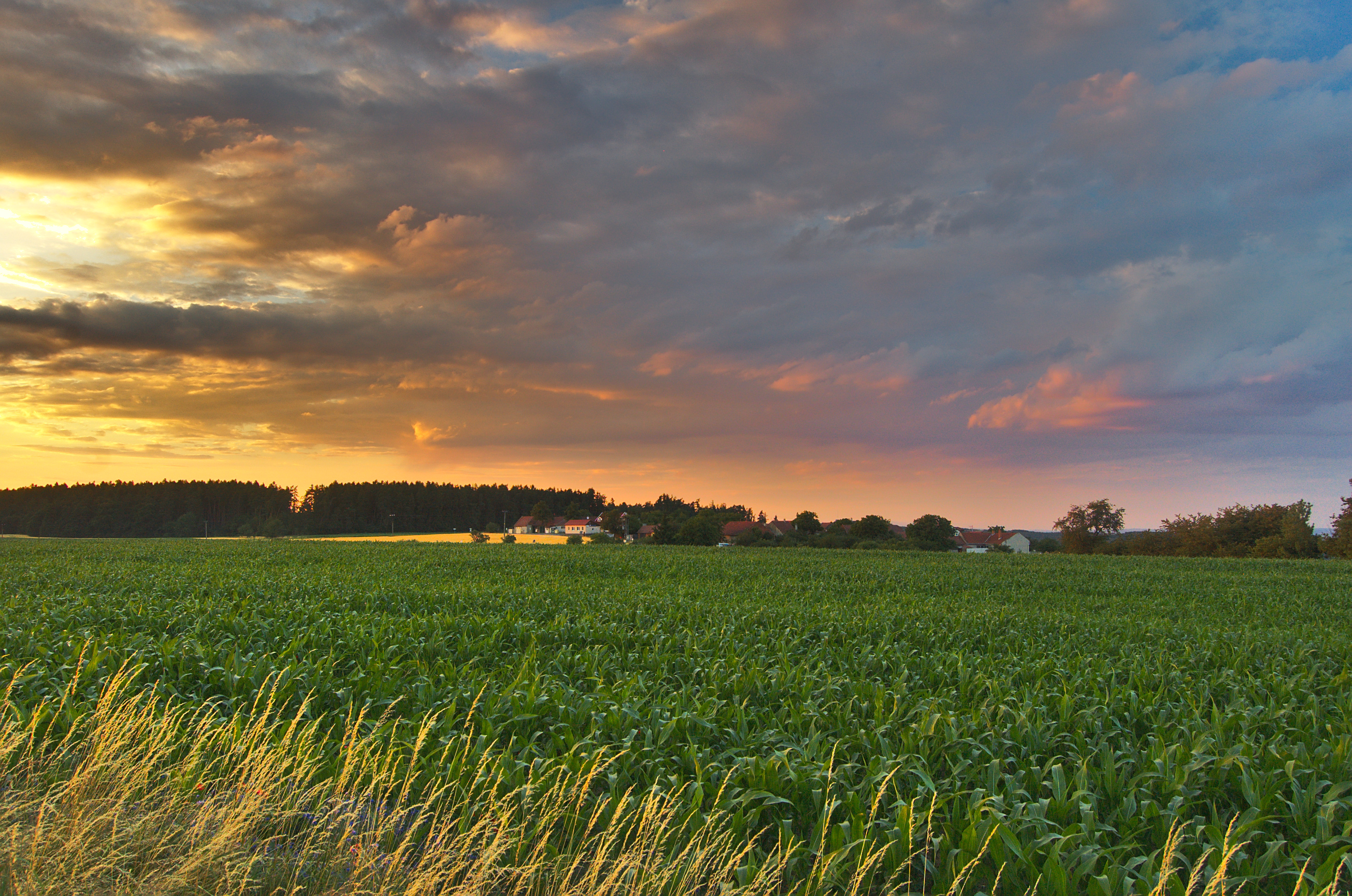
Sonnenuntergang über Holubice

Holubice (deutsch Taubenfurth) ist ein Ortsteil der Gemeinde Ptení in Tschechien. Er liegt sieben Kilometer nordwestlich von Plumlov und gehört zum Okres Prostějov.

## Geographie
Holubice befindet sich im Drahaner Bergland. Im Westen erhebt sich der Hrádek (490 m. n.m.). Südlich des Dorfes verläuft die Staatsstraße II/150 zwischen Prostějov und Boskovice.
Nachbarorte sind Stražisko und Ptenský Dvorek im Norden, Nové Ptení, Nechutín und Zdětín im Nordosten, Lešany im Osten, Ohrozim und Vícov im Südosten, Stínava im Südwesten, Okluky im Westen sowie Seč, Pohodlí und Suchdol im Nordwesten.

## Geschichte
Nach der Aufhebung des Olmützer Klarissenstiftes St. Klara im Jahre 1782 fiel das Gut Ptin dem Religionsfonds zu. Wenig später wurde der Ptiner Meierhof aufgelöst und 1785 auf dessen Fluren die aus zwei kurzen Häuserzeilen bestehende Kolonie Taubenfurth angelegt. Benannt wurde die neue Siedlung nach dem für die Regulierung der Grundabgaben zuständigen k.k. Hofrat Johann Tauber Freiherr von Taubenfurth. Die k.k. Staatsgüterveräußerungskommission verkaufte das Gut Ptin am 1. August 1825 meistbietend an Philipp Ludwig Graf Saint-Genois d’Aneaucourt (1790–1857).
Im Jahre 1835 bestand das im Olmützer Kreis dicht an der von Lettowitz nach Proßnitz führenden Handelsstraße gelegene Dorf Taubenfurth bzw. Holubice aus 13 Häusern mit 76 mährischsprachigen Einwohnern. Erwerbsquelle bildete die Landwirtschaft. Pfarr- und Schulort war Alt Ptin. Bis zur Mitte des 19. Jahrhunderts blieb Taubenfurth der Allodialherrschaft Ptin untertänig.
Nach der Aufhebung der Patrimonialherrschaften bildete Holubice / Taubenfurth ab 1850 einen Ortsteil der Gemeinde Ptení / Ptin im Gerichtsbezirk Plumenau. Ab 1869 gehörte Holubice zum Bezirk Proßnitz; zu dieser Zeit hatte das Dorf 72 Einwohner und bestand aus 13 Häusern. Im Jahre 1900 lebten in Holubice 98 Personen; 1910 waren es 104. Nach dem Ersten Weltkrieg zerfiel der Vielvölkerstaat Österreich-Ungarn, das Dorf wurde 1918 Teil der neu gebildeten Tschechoslowakischen Republik. Beim Zensus von 1921 lebten in den 19 Häusern von Holubice 87 Tschechen. 1930 bestand Holubice aus 19 Häusern und hatte 90 Einwohner. Von 1939 bis 1945 gehörte Holubice / Taubenfurth zum Protektorat Böhmen und Mähren. Im Jahre 1950 hatte Holubice 74 Einwohner. Beim Zensus von 2001 lebten in den 17 Häusern von Holubice 30 Personen.

## Ortsgliederung
Der Ortsteil Holubice ist Teil des Katastralbezirkes Ptení.

## Sehenswürdigkeiten
- Kleine Kapelle mit Glockenturm am nordöstlichen Ortsrand. Sie entstand nach 1785 und wurde 2008 rekonstruiert.[3]
- Gusseisernes Kreuz, an der Straße nach Ptení